# August Wilhelmj

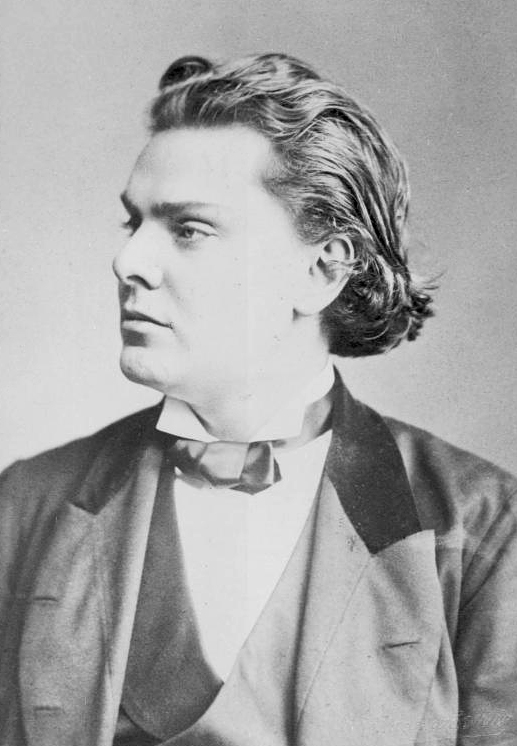
August Wilhelmj

August Emil Daniel Ferdinand Viktor  Wilhelmj (* 21. September 1845 in Usingen; † 22. Januar 1908 in London) war ein deutscher Violinist.

## Leben
Wilhelmj war der Sohn des Weingutbesitzers August Wilhelm Wilhelmj (1813–1910) und dessen Ehefrau Charlotte Friederieke Emilie Petry. Nach erstem Unterricht in Wiesbaden studierte er auf Empfehlung von Franz Liszt bei Ferdinand David am Leipziger Konservatorium sowie bei Moritz Hauptmann und Ernst Friedrich Richter. Ab 1864 studierte er Komposition bei Joachim Raff in Wiesbaden. Erste Konzertreisen führten ihn 1865 in die Schweiz und die Niederlande, 1866 nach London.
Am 29. Mai 1866 heiratete er Sophie von Liphart, die er im Hause des Gewandhaus-Konzertmeisters Ferdinand David in Leipzig kennengelernt hatte. In den folgenden zehn Jahren gab er Konzerte in allen europäischen Metropolen. In der Zeit zwischen 1878 und 1882 unternahm er mit großem Erfolg Tourneen durch Nord- und Südamerika, Asien und Australien.
Sein Spiel fiel durch seine kraftvolle Tongebung auf, die er durch häufigen Strichwechsel erzielte. Hiermit steht er am Anfang der spätromantischen Interpretationsart und erreichte einen den großen Orchestern und Konzertsälen angepassten Ton. Ein Beispiel für dieses Bestreben ist das von ihm unter dem Titel Air auf der G-Saite bearbeitete Air aus der Suite BWV 1068 von Johann Sebastian Bach für Violine und Klavier (besonders im englischsprachigen Raum ist das Air seither zumeist als „Air on the G String“ bekannt).
Zu den Bewunderern des virtuosen Violinenspiels, das August Wilhelmj auszeichnete, zählte von Anfang an auch Richard Wagner, der schon in seinem Elternhaus verkehrt hatte. Wagner berief ihn für seinen Ring des Nibelungen als Konzertmeister und Ersten Geiger 1875 ans Bayreuther Festspielhaus und übertrug ihm die Aufgabe, ein 108 Musiker starkes Orchester für die Aufführung zusammenzustellen.
1894 wurde er als Professor für Violine an die Guildhall School of Music nach London berufen, hier verfasste er 1903 mit Kollegen die 12 Hefte umfassende Modern School for the Violin. Seine Tätigkeit als Herausgeber dokumentiert sich in Ausgaben der klassischen und romantischen Violinliteratur, die er für die Praxis einrichtete.
Seine letzte Ruhestätte fand er auf dem Nordfriedhof in Wiesbaden.

## Familie
Er war zweimal verheiratet. Seine erste Frau wurde am 29. Mai 1866 Sophie von Liphart, Tochter des Kunstmäzens Karl Eduard von Liphart und Nichte Ferdinand Davids. Das Paar hatte den Sohn Adolf (1872–1916), der später Professor für Violine am Belfast Conservatoire wurde.
Im Jahr 1895 heiratete er die Pianistin Mariella Mausch-Jerret.

## Sonstiges
Briefe von August Wilhelmj befinden sich im Bestand des Leipziger Musikverlages C. F. Peters  im Staatsarchiv Leipzig.

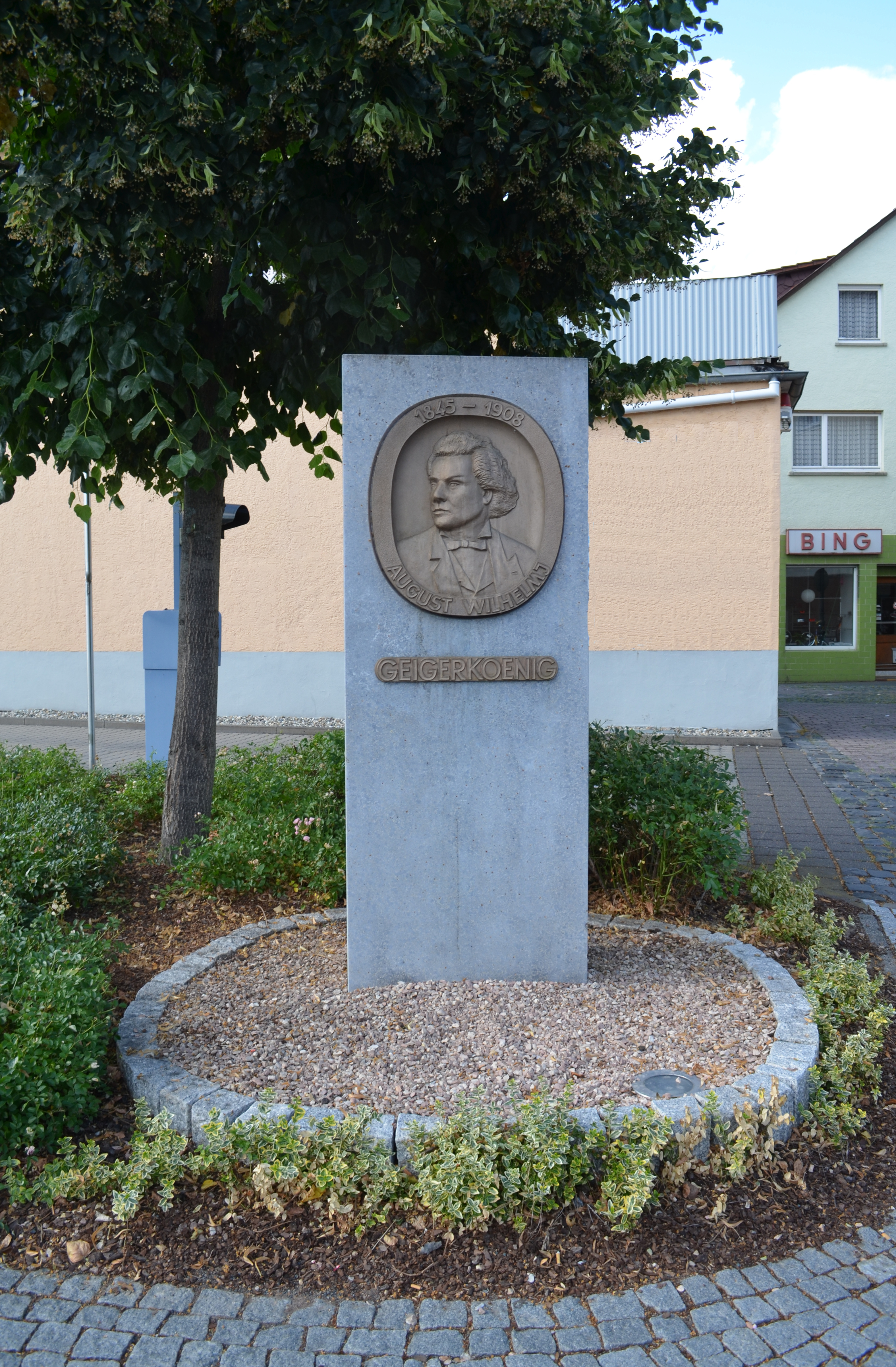
Denkmal Geigerkönig Wilhelmj in Usingen

Seine Heimatstadt Usingen ehrt ihn mit der Benennung der Wilhelmj-Straße, einem Wilhelmj-Denkmal bei seinem Geburtshaus, dem dortigen Junkernhof, und als Namenspatron des 2019 gegründeten August Wilhelmj Musikinstituts.